# 鞍馬山
鞍馬山（くらまやま）は、京都府京都市左京区にある山。標高584m。東を鞍馬川、西を貴船川に挟まれた尾根が南北に連なる。

## 概要
霊山として知られ、密教による山岳修験の場として栄えた。延暦15年（796年）、あるいは宝亀元年（770年）には、鞍馬山の南中腹に毘沙門天を本尊とした鞍馬寺が創建された。また、牛若丸（後の源義経）の修行の地であり、「鞍馬天狗」で知られている。古くより、春は桜、秋は紅葉の名所としても知られた。「更級日記」にも鞍馬山の春秋の姿が描写されている。

## 由来
鞍馬山の古名を暗部山とする説がある。暗い場所を意味する「暗部（闇部）（読み、くらぶ）」の読みが鞍馬に転じたとする説である。
「くらぶ山」、「くらま山」は歌枕でもある。「和歌初学抄」、「五代集歌枕」など多くの歌学書では、「くらぶ山」は山城国の山であるとはしているものの、その具体的な場所を特定していない。これらの歌学書では、「くらぶ山」と「くらま山」をそれぞれ別の歌枕として扱っている。在原元方、紀貫之らの歌人が「くらぶ山」を歌枕として詠み、それらは「古今和歌集」に収められている。同様に、安法法師らの歌人が「くらま山」を歌枕として詠み、これは「拾遺和歌集」に収められている。このように、和歌においては暗部山と鞍馬山は異なる山とされる。
近世における地名としての暗部山に目を向けると、「都花月名所」では暗部山は鞍馬山のことであるとしているが、「都名所圖會」、「山城名勝志」などでは、鞍馬山の西に位置する貴船山が暗部山のことであるとしている。「雍州府志」では、暗部山は貴船山のことであるという説を先に挙げながらも、鞍馬山を暗部山とする説もあるとしている。このような混同が見られ、地名としての暗部山も鞍馬山のことを指しているとは断定できない。

## 鞍馬寺との関わり
鞍馬寺の現在の本尊である魔王尊、または、サナート・クマラが降り立った地であると言い伝えられている。鞍馬寺と鞍馬山は密接な関係にあり、「鞍馬山」と言った場合、鞍馬寺を指していることも多い。

## 交通
※鞍馬寺#交通も参照。
- 叡山電鉄鞍馬線 鞍馬駅より徒歩または鞍馬山鋼索鉄道（ケーブルカー）利用。
- 京都バス（最寄りバス停より同上。）

## 周辺
- 鞍馬川
- 鞍馬温泉（くらま温泉）
- 鞍馬弘教鞍馬山鞍馬寺
  - 金剛寿命院
  - 多宝塔
  - 弥勒堂
  - 川上地蔵堂
  - 魔王殿
- 由岐神社
- 歓喜院
- 地蔵寺